# Шитковский, Сергей Владимирович
Сергей Владимирович Шитковский (бел. Сяргей Уладзіміравіч Шыткоўскі; 12 октября 1941 года, станция Балезино, Балезинский район, СССР — советский хоккеист, нападающий. Мастер спорта СССР (1962). Отец белорусского хоккеиста Сергея Шитковского.

## Биография
Воспитанник пермского хоккея.
В чемпионатах СССР в пермском «Молоте» провел семь сезонов и забросил 100 шайб.
В минском «Торпедо» за десять сезонов — 329 (рекордный показатель для белорусского хоккея). Лучший снайпер «Торпедо» в шести сезонах: 1966/67 (высшая лига) — 25 шайб, 1967/68 — 28, 1969/70 — 39, 1970/71 — 35, 1971/72 — 33, 1974/75 — 41.
Установил рекорд результативности в одном матче: 26.01.71 в Минске забросил шесть шайб в ворота «Кристалла» из Электростали (минчане победили 8:2).
Тренировал минский «Спутник».
Судья национальной категории.